# Čkalovsk (Nižněnovgorodská oblast)
Čkalovsk (rusky Чка́ловск) je město v Nižněnovgorodské oblasti v Ruské federaci. Při sčítání lidu v roce 2010 měl přes dvanáct tisíc obyvatel.

## Poloha
Čkalovsk leží na pravém, západním břehu Volhy, přibližně sto kilometrů severozápadně od Nižního Novgorodu, správního střediska celé oblasti.

## Dějiny
Své původní jméno Vasiljova Sloboda (Василёва Слобода) získal Čkalovsk podle Vasilije Jurjeviče, syna Jurije Dolgorukého, který zde osídlení založil v 12. století jako záložní pevnůstku k hraniční pevnosti Gorodec. První písemná zmínka je ovšem až z roku 1450. Jméno se později zkrátilo na Vasiljovo.
Od 14. do 17. století spadala Vasiljova Sloboda do panství Šujských, od roku 1764 byla majetkem ženského kláštera.
Dlouhou dobu živily zdejší obyvatelstvo sezónní práce: V létě pracovali jako burlaci na Volze, v zimě jako hrnčíři.
V roce 1904 se zde narodil pozdější pilot a Hrdina Sovětského svazu Valerij Pavlovič Čkalov, po jehož rekordních letech v letech 1936 a 1937 se Vasiljovo přejmenovalo na jeho počest na Čkalovsk.
V roce 1955 byl Čkalovsk povýšen na město.

### Rodáci
- Valerij Pavlovič Čkalov (1904–1938), pilot